# 小菜园站
小菜园站是昆明地铁4号线的地铁车站，位于中华人民共和国云南省昆明市五华区昆石铁路与民院路交叉口东侧，于2020年9月23日开通。

## 车站结构
小菜园站位于昆石铁路与民院路交叉口东侧，沿昆石铁路地下设置，呈东西走向，为地下两层岛式站台车站，车站长271.1米，标准段宽19.7米，车站地下一层为站厅层，地下二层为站台层，站台设置全高站台门。车站西侧设有一条单渡线。
| 地面              | 出入口 | A、B出入口 |
| 地下一层          | 站厅   | 客服中心、自动售票机、验票机                                                                                      |
| 地下二层          | 站台   | \| \| \| █ 4号线往金川路（苏家塘） \| \| 島式 · 開左邊车门 \| \| \| \| \| \| █ 4号线往昆明南火车站（火车北站） \| |
|                   |        | █ 4号线往金川路（苏家塘）                                                                                         |
| 島式 · 開左邊车门 |        | |
|                   |        | █ 4号线往昆明南火车站（火车北站）                                                                                 |

## 出入口
小菜园站共有2个出入口，各出口及周围设施如下所示：
| 编号                  | 地点       | 建议前往的目的地                               | 照片 |
| --------------------- | ---------- | ---------------------------------------------- | ---- |
| 出口 · A              | 一二一大街 | 莲湖苑、云南开放大学、云南民族大学、云大·晟苑  |      |
| 出口 · B · 升降机标志 | 一二一大街 | 龙泉路、美丽家园、省二建家属区、五华吉平敬老院 |      |
| 註： 設有             |            |                                                |      |

## 接驳交通

### 公交车
- 小菜园立交桥西：55路，84路，92路，96路，111路乙线
- 民院路：65路，139路

## 车站历史
- 2018年10月30日，车站主体结构封顶[2]。
- 2020年9月23日，车站随4号线通车开通[1]。